# Esence, Alpu
Esence là một xã thuộc huyện Alpu, tỉnh Eskişehir, Thổ Nhĩ Kỳ. Dân số thời điểm năm 2011 là 104 người.